# Andosilla
Andosilla település Spanyolországban, Navarra autonóm közösségben. Andosilla San Adrián, Peralta, Falces, Lerín, Cárcar, Sartaguda és Calahorra községekkel határos. Lakosainak száma 2913 fő (2024).

## Népesség
A település népessége az elmúlt években az alábbi módon változott:
| Lakosok száma | 2461 | 2733 | 2807 | 2996 | 2950 | 2779 | 2718 | 2743 | 2818 | 2913 |
|               | 2001 | 2004 | 2007 | 2009 | 2012 | 2014 | 2017 | 2019 | 2022 | 2024 |